# Eryl McNally
Eryl Margaret McNally (ur. 11 kwietnia 1942 w Bangor) – brytyjska polityk, nauczycielka i działaczka samorządowa w hrabstwie Hertfordshire, od 1994 do 2004 deputowana do Parlamentu Europejskiego IV i V kadencji.

## Życiorys
Studiowała językoznawstwo na University of Bristol, kształciła się w zawodzie nauczyciela na Uniwersytecie Walijskim. Uzyskała magisterium z germanistyki. Do 1984 pracowała jako nauczycielka języków, później była zatrudniona w centrum doradztwa edukacyjnego i jako inspektor ds. języków.
Zaangażowała się w działalność Partii Pracy. Była z jej ramienia radną dystryktu (1970–1976) i radną hrabstwa (1986–1995). Pełniła funkcje sekretarza tego ugrupowania m.in. na poziomie hrabstwa (1977–1982).
W 1994 i 1999 z ramienia laburzystów uzyskiwała mandat posłanki do Parlamentu Europejskiego IV i V kadencji. Należała do grupy socjalistycznej, pracowała w Komisji Przemysłu, Handlu Zewnętrznego, Badań Naukowych i Energii. W PE zasiadała do 2004.
W 2002 odznaczona francuską Legią Honorową V klasy, w 2003 wyróżniona tytułem honorowym doktora nauk przez Cranfield University.